# Matjaž Kladnik
Matjaž Kladnik (* 19. September 1975 in Ljubljana) ist ein ehemaliger slowenischer Skispringer.

## Werdegang
Kladnik gab am 30. Dezember 1992 sein Debüt im Skisprung-Weltcup. Beim Auftaktspringen zur Vierschanzentournee 1992/93 sprang er in Oberstdorf auf den 8. Platz und konnte so bereits in seinem ersten Weltcup-Springen Weltcup-Punkte gewinnen. Nach eher mittelmäßigen Leistungen in den übrigen Springen der Tournee beendete er diese auf dem 35. Platz in der Tournee-Gesamtwertung. Bei der Nordischen Skiweltmeisterschaft 1993 in Falun erreichte Kladnik von der Normalschanze den 51. und von der Großschanze den 49. Platz. Am 17. Dezember 1993 konnte er in Courchevel mit dem 7. Platz das beste Einzelresultat seiner Karriere erzielen. Trotz mangelnden Erfolgs in den darauffolgenden Springen, gehörte er zum Aufgebot für die Olympischen Winterspiele 1994 in Lillehammer. Dort stand er nach dem Springen von der Normalschanze punktgleich mit dem Italiener Roberto Cecon und dem Tschechen Jiří Parma auf dem 19. Platz. Im Springen von der Großschanze erreichte Kladnik den 27. Platz. Im Teamspringen wurde er gemeinsam mit Robert Meglič, Samo Gostiša und Matjaž Zupan am Ende Neunter. In den folgenden drei Jahren konnte er im Weltcup kaum noch Erfolge erzielen. Nur selten gelang ihm der Gewinn von Weltcup-Punkten. Auch im Skisprung-Continental-Cup, in den er zwischenzeitlich parallel eingestiegen war, blieb er ohne größere Erfolge. Nach der Saison 1996/97 zog sich Kladnik aus dem Weltcup zurück, bevor er ein Jahr später 1998 seine aktive Skisprungkarriere beendete.